# Stadera

Peso di stadera romana rinvenuto a Magasa

La stadèra (dal greco antico στατήρ) è una bilancia di origine etrusca il cui funzionamento si basa sul principio delle leve. È costituita da una leva a bracci diseguali e da un fulcro che, in genere, si presenta fisso. 
Sul braccio più lungo, sul quale ci sono una o più scale graduate (di solito 2), scorre un peso detto "romano"; su quello più corto, invece, si posiziona la merce da pesare che può essere disposta su un piatto oppure appesa a un gancio. Facendo scorrere il romano lungo la scala, si raggiunge una posizione di equilibrio nella quale il braccio graduato si porta in posizione orizzontale. Dalla posizione del romano sulla scala si legge dunque il peso cercato.
Per misurazioni di limitata entità (max 15-20 kg) il fulcro viene impugnato direttamente dalla persona che effettua la pesata. Per pesi consistenti, il fulcro si vincola appendendolo a un supporto fisico stabile.

## Storia
Si vuole che la stadera sia stata inventata dai Campani (nome col quale però si indicava l'antica città di Capua, l'odierna Santa Maria Capua Vetere e poi tutta la regione), secondo quanto scritto da Sant'Isidoro:
«La campana ha preso nome dalla regione italiana dove fu inventata. Questo tipo di bilancia non ha due piatti, ma è formata da un'asta graduata sulla quale corre un peso che segna le libbre e le once».

## Galleria d'immagini

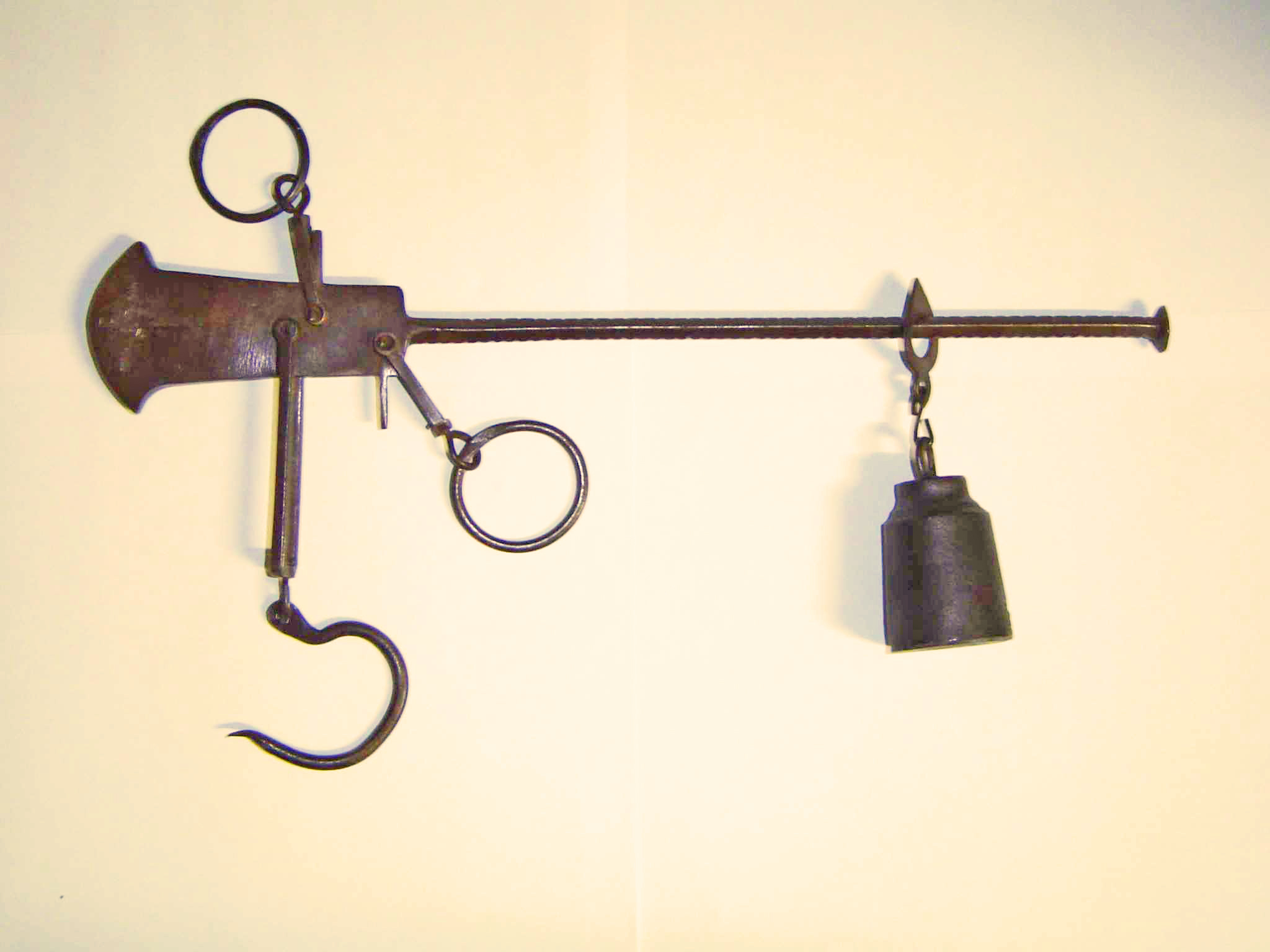
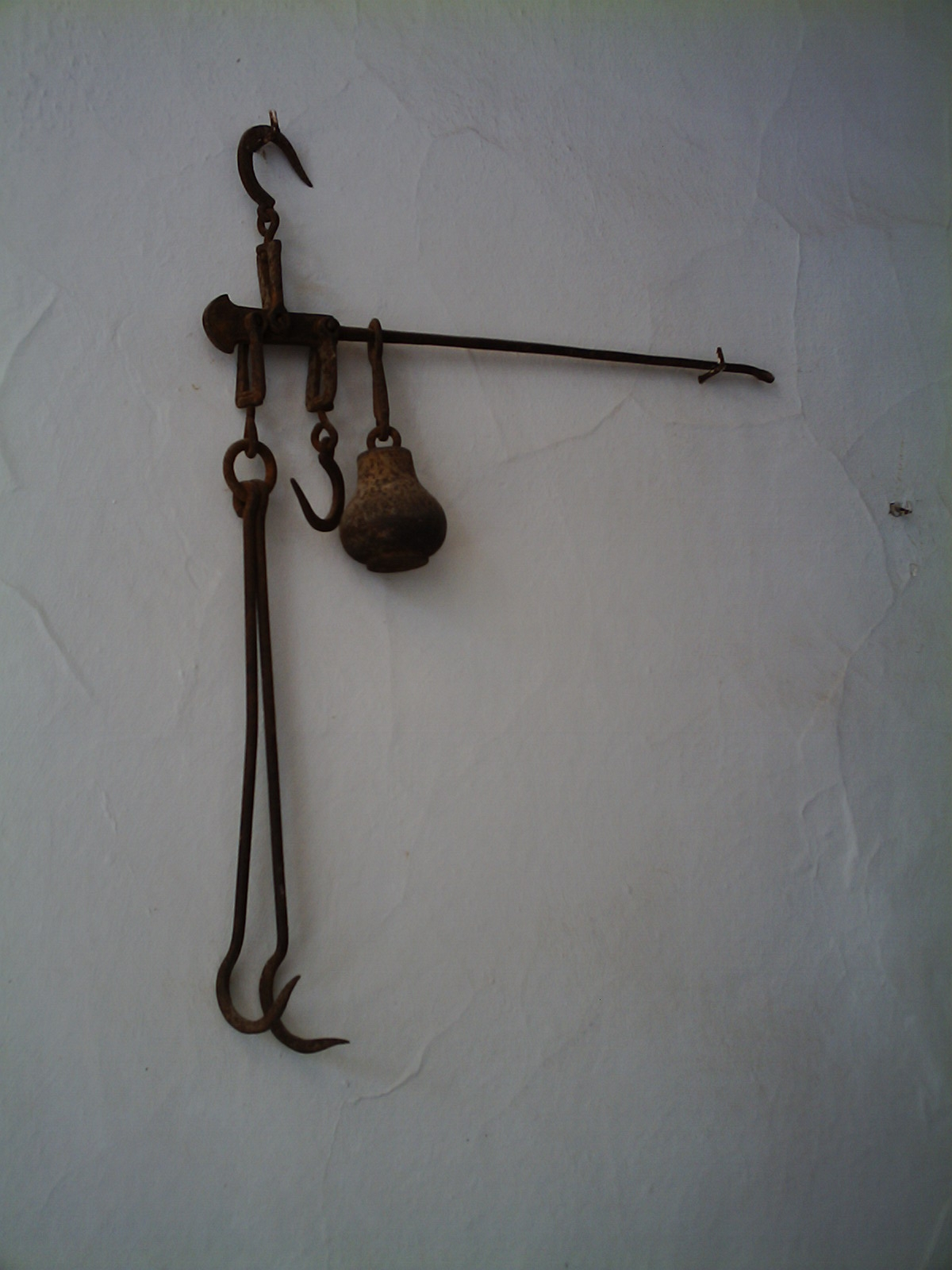
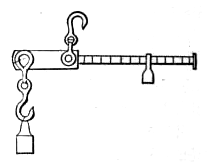
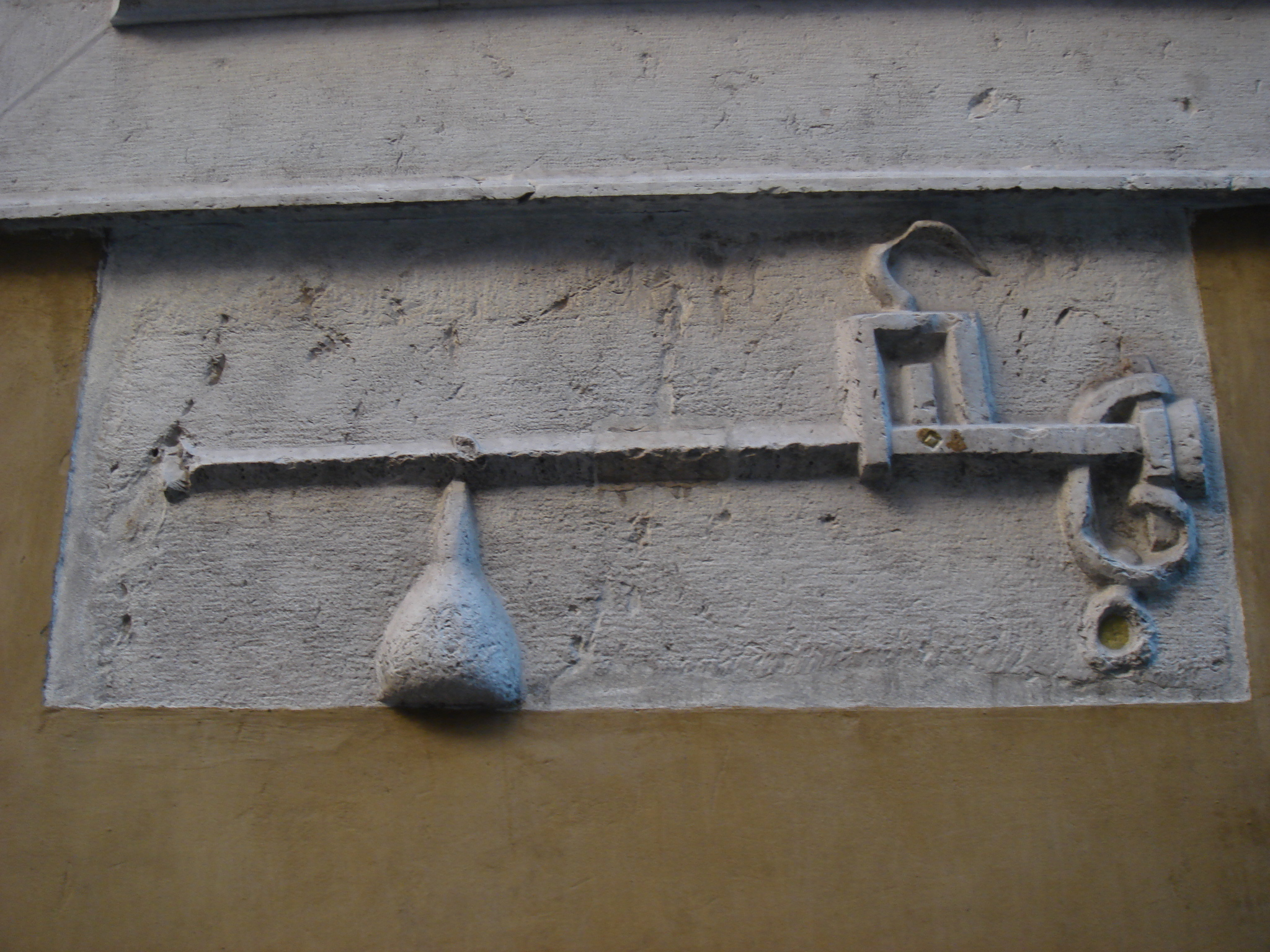
Bassorilievo del XV secolo sulla facciata del Palazzo delle Mercanzie a Brescia, raffigurante una stadera.